# Ожга 2-а
Ожга́ 2-а (рос. Ожга 2-я, ерз. Ожга 2-я) — присілок у складі Старошайговського району Мордовії, Росія. Входить до складу Богдановського сільського поселення.
Населення — 101 особа (2010; 118 у 2002).
Національний склад (станом на 2002 рік):
- росіяни — 88 %